# 2017年サムスンデフリンピックの日本選手団
2017年サムスンデフリンピックの日本選手団は、2017年7月18日から7月30日までの日程で開催された2017年サムスンデフリンピックにおける日本代表選手団及び競技結果。

## メダル獲得者
| メダル   | 選手名 | 競技             | 種目                           | 日付（現地） |
| -------- | --- | ---------------- | ------------------------------ | ------------ |
| 金メダル | 藤原慧 | 水泳             | 男子400m自由形                 | 7月20日      |
| 金メダル | 藤原慧 | 水泳             | 男子400m個人メドレー           | 7月21日      |
| 金メダル | 藤原慧 | 水泳             | 男子1500m自由形                | 7月25日      |
| 金メダル | 尾塚愛実 高良美樹 三浦早苗 村木玲奈 前島奈美 畠奈々子 中田美緒 宇賀耶早紀 長谷山優美 安積梨絵 平岡早百合 山﨑望 | バレーボール     | 女子                           | 7月28日      |
| 金メダル | 山田真樹 | 陸上競技         | 男子200m                       | 7月28日      |
| 金メダル | 三枝浩基 山田真樹 設楽明寿 佐々木琢磨                                                                           | 陸上競技         | 男子4x100mリレー               | 7月29日      |
| 銀メダル | 藤原慧 | 水泳             | 男子200mバタフライ             | 7月20日      |
| 銀メダル | 藤原慧 金持義和 茨隆太郎 津田悠太                                                                               | 水泳             | 男子4x200mフリーリレー         | 7月21日      |
| 銀メダル | 金持義和 | 水泳             | 男子200m背泳ぎ                 | 7月22日      |
| 銀メダル | 藤原慧 | 水泳             | 男子200m自由形                 | 7月24日      |
| 銀メダル | 金持義和 茨隆太郎 津田悠太 藤原慧                                                                               | 水泳             | 男子4x100mメドレーリレー       | 7月24日      |
| 銀メダル | 金持義和 | 水泳             | 男子100m背泳ぎ                 | 7月25日      |
| 銀メダル | 茨隆太郎 | 水泳             | 男子200m個人メドレー           | 7月26日      |
| 銀メダル | 山田真樹 | 陸上競技         | 男子400m                       | 7月27日      |
| 銀メダル | 湯上剛輝 | 陸上競技         | 男子円盤投                     | 7月27日      |
| 銅メダル | 金持義和 | 水泳             | 男子50m背泳ぎ                  | 7月20日      |
| 銅メダル | 亀澤理穂 川﨑瑞恵 髙岡里吏                                                                                      | 卓球             | 女子団体                       | 7月21日      |
| 銅メダル | 簑原由加利 | 自転車           | ロード女子個人タイムトライアル | 7月21日      |
| 銅メダル | 茨隆太郎 | 水泳             | 男子400m個人メドレー           | 7月21日      |
| 銅メダル | 滝澤佳奈子 | 陸上競技         | 女子棒高跳び                   | 7月23日      |
| 銅メダル | 早瀨久美 | マウンテンバイク | 女子クロスカントリー           | 7月24日      |
| 銅メダル | 亀澤理穂 川﨑瑞恵                                                                                               | 卓球             | 女子ダブルス                   | 7月24日      |
| 銅メダル | 金持義和 久保南 藤川彩夏 茨隆太郎                                                                               | 水泳             | 混合4x100mメドレーリレー       | 7月24日      |
| 銅メダル | 石田考正 | 陸上競技         | 男子ハンマー投げ               | 7月25日      |
| 銅メダル | 藤原慧 | 水泳             | 男子200m個人メドレー           | 7月26日      |
| 銅メダル | 藤原慧 茨隆太郎 津田悠太 金持義和                                                                               | 水泳             | 男子4x100mフリーリレー         | 7月26日      |
| 銅メダル | 長原茉奈美 | バドミントン     | 女子シングルス                 | 7月28日      |

## 種目別選手名簿及び成績

### 陸上競技

#### 男子
- 佐々木琢磨（男子100m、4x100mリレー）
  - 男子100m - 7位
- 山田真樹（男子200m、400m、4x100mリレー、4x400mリレー）
  - 男子200m - 1位
  - 男子400m - 2位
- 長内智（男子400m、4x400mリレー）
  - 男子400m - 準決勝敗退
- 森光佑矢（男子800m、1500m、4x400mリレー）
  - 男子800m - 決勝DQ
  - 男子1500m - 7位
- 山中孝一郎（男子5000m、10000m、マラソン）
  - 男子5000m - 11位
  - 男子10000m - 5位
  - 男子マラソン - 4位
- 吉田利幸（男子マラソン）- 9位
- 高田裕士（男子400mハードル）- 8位
- 中村晃大（男子三段跳）- 7位
- 前島博之（男子走高跳、男子十種競技）
  - 男子走高跳 - 5位
  - 男子十種競技 - 4位
- 竹花康太郎（男子棒高跳）- 4位
- 湯上剛輝（男子円盤投）- 2位
- 石田考正（男子ハンマー投）- 3位
- 佐藤賢太（男子やり投）- 4位
- 佐藤將光（男子やり投）- 8位
- 池田ブライアン雅貴（男子4x400mリレー）
- 岡部祐介（男子4x400mリレー）
- 三枝浩基（男子4x100mリレー）
- 設楽明寿（男子4x100mリレー）
- 中村開知（男子4x100mリレー）
- 男子4x100mリレー（三枝、山田、設楽、佐々木） - 1位
- 男子4x400mリレー（池田、岡部、森光、山田） - 5位

#### 女子
- 小松彩香（女子100m、400mハードル）
  - 女子100m - 4位
  - 女子400mハードル - 5位
- 岡田海緒（女子800m、1500m）
  - 女子800m - 6位
  - 女子1500m - 7位
- 嶋田裕子（女子マラソン）- 7位
- 田井小百合（女子100mハードル）- 7位
- 谷岡真帆（女子走幅跳）- 10位
- 佐藤麻梨乃（女子棒高跳）- 記録なし
- 滝澤佳奈子（女子棒高跳）- 3位
- 村尾茉優（女子ハンマー投）- 5位
- 高橋渚（女子やり投）- 6位

### バドミントン
- 吉田美香（女子シングルス、女子ダブルス、混合ダブルス）
  - 女子シングルス - ベスト16
- 品田千紘（女子シングルス、女子ダブルス、混合ダブルス）
  - 女子シングルス - 決勝トーナメント1回戦敗退
- 長原茉奈美（女子シングルス、混合ダブルス）
  - 女子シングルス - 3位
- 柿内康平（男子シングルス、男子ダブルス、混合ダブルス）
  - 男子シングルス - ベスト16
- 太田歩（男子シングルス、混合ダブルス）
  - 男子シングルス - 決勝トーナメント1回戦敗退
- 沼倉昌明（男子シングルス、男子ダブルス、混合ダブルス）
  - 男子シングルス - 決勝トーナメント1回戦敗退
- 男子ダブルス（柿内、沼倉） - ベスト16
- 女子ダブルス（吉田、品田） - 4位
- 混合ダブルス
  - 柿内・吉田ペア - 決勝トーナメント1回戦敗退
  - 沼倉・品田ペア - ベスト8
  - 太田・長原ペア - ベスト8
- 混合団体戦（柿内、沼倉、太田、吉田、品田、長原） - 準々決勝敗退

### ビーチバレー
- 天羽弘志
- 瀬井達也
- 今井勇太
- 竹村徳比古
- 男子
  - 竹村・天羽ペア - 予選敗退
  - 今井・瀬井ペア - ベスト16

### 自転車競技
- 早瀨久美
  - 女子1000mスプリント - ベスト16
  - 女子個人タイムトライアル - 11位
  - 女子個人ロードレース - 5位
  - 女子50kmポイントレース - 8位
  - マウンテンバイク女子クロスカントリー - 3位
- 簑原由加利
  - 女子1000mスプリント - ベスト8
  - 女子個人タイムトライアル - 3位
  - 女子個人ロードレース - 7位
  - 女子50kmポイントレース - 7位
- 早瀨憲太郎
  - 男子1000mスプリント - ベスト16
  - 男子個人タイムトライアル - 10位
  - 男子個人ロードレース - 20位
  - 男子50kmポイントレース - 11位
- 箭内秀平（マウンテンバイク男子クロスカントリー） - 6位
- 川野健太
  - 男子1000mスプリント - 予選19位
  - 男子個人タイムトライアル - 37位
  - 男子個人ロードレース - 39位
  - 男子50kmポイントレース - 18位

### サッカー
- 男子 - 予選敗退
  - 中島正行
  - 吉野勇樹
  - 岡田侑也
  - 桐生聖明
  - 竹内裕樹
  - 千葉駿介
  - 松元卓巳
  - 河野翔
  - 岡田拓也
  - 塩田知弘
  - 松本弘
  - 古島啓太
  - 仲井健人
  - 江島由高
  - 大西諒
  - 山森裕介
  - 東海林直広
  - 林滉大
  - 伊丹秀行
  - 西大輔

### 空手道
- 稲葉考一（組手男子60kg級） - 敗者復活戦敗退
- 新垣愛花（女子型） - 敗者復活戦決勝戦敗退
- 北村亀太（男子型） - 敗者復活戦敗退
- 坂口健二
  - 組手男子84kg超級 - 敗者復活戦敗退
  - 組手男子無差別級 - 1回戦敗退
- 宮下昭宣（男子型） - 1回戦敗退
- 男子型団体（稲葉、宮下、北村） - 1回戦敗退
- 男子組手団体（稲葉、宮下、北村） - 1回戦敗退

### 水泳
- 金持義和（男子50m背泳ぎ、100m背泳ぎ、200m背泳ぎ、4x100m、4x200mフリーリレー、4x100mメドレーリレー、混合4x100mメドレーリレー）
  - 男子50m背泳ぎ - 3位
  - 男子100m背泳ぎ - 2位
  - 男子200m背泳ぎ - 2位
- 茨隆太郎（男子200m背泳ぎ、50mバタフライ、200m、400m個人メドレー、4x100m、4x200mフリーリレー、4x100mメドレーリレー、混合4x100mメドレーリレー）
  - 男子200m背泳ぎ - 4位
  - 男子50mバタフライ - 5位
  - 男子200m個人メドレー - 2位
  - 男子400m個人メドレー - 3位
- 藤原慧（男子50m、100m、200m、400m、1500m自由形、200mバタフライ、200m、400m個人メドレー、4x100mフリーリレー、4x200mフリーリレー、4x100mメドレーリレー）
  - 男子50m自由形 - 準決勝敗退
  - 男子100m自由形 - 4位
  - 男子200m自由形 - 2位
  - 男子400m自由形 - 1位
  - 男子1500m自由形 - 1位
  - 男子200mバタフライ - 2位
  - 男子200m個人メドレー - 3位
  - 男子400m個人メドレー - 1位
- 津田悠太（男子1500m自由形、50m、200mバタフライ、4x100m、4x200mフリーリレー、4x100mメドレーリレー、混合4x100mフリーリレー）
  - 男子1500m自由形 - 7位
  - 男子50mバタフライ - 予選敗退
  - 男子200mバタフライ - 7位
- 星泰雅（男子50m、100m自由形、4x100mフリーリレー、4x200mフリーリレー、4x100mメドレーリレー、混合4x100mフリーリレー）
  - 男子50m自由形 - 予選敗退
  - 男子100m自由形 - 予選敗退
- 藤川彩夏（女子50m、100mバタフライ、200m個人メドレー、4x100mフリーリレー、4x100mメドレーリレー、混合4x100mフリーリレー、4x100mメドレーリレー）
  - 女子50mバタフライ - 5位
  - 女子100mバタフライ - 5位
  - 女子200m個人メドレー - 予選敗退
- 久保南（女子50m、100m、200m平泳ぎ、4x100mフリーリレー、4x100mメドレーリレー、混合4x100mメドレーリレー）
  - 女子50m平泳ぎ - 4位
  - 女子100m平泳ぎ - 6位
  - 女子200m平泳ぎ - 7位
- 齋藤京香（女子400m、800m自由形、200m、400m個人メドレー、4x100mフリーリレー、4x100mメドレーリレー）
  - 女子400m自由形 - 4位
  - 女子800m自由形 - 5位
  - 女子200m個人メドレー - 予選敗退
  - 女子400m個人メドレー - 5位
- 中東郁葉（女子800自由形、100m、200m背泳ぎ、400m個人メドレー、4x100mフリーリレー、4x100mメドレーリレー、混合4x100mフリーリレー）
  - 女子800m自由形 - 予選敗退
  - 女子100m背泳ぎ - 予選敗退
  - 女子200m背泳ぎ - 6位
  - 女子400m個人メドレー - 予選敗退
- 混合4x100mフリーリレー（星、中東、藤川、津田） - 予選敗退
- 混合4x100mメドレーリレー（金持、久保、藤川、茨） - 3位
- 男子4x100mフリーリレー（藤原、茨、津田、金持） - 3位
- 男子4x200mフリーリレー（藤原、金持、茨、津田） - 2位
- 男子4x100mメドレーリレー（金持、茨、津田、藤原） - 2位
- 女子4x100mフリーリレー（齋藤、久保、藤川、中東） - 5位
- 女子4x100mメドレーリレー（中東、久保、齋藤、藤川） - 5位

### 卓球
- 亀澤理穂（女子団体戦、女子ダブルス、女子シングルス）
  - 女子シングルス - 決勝トーナメント2回戦敗退
- 川﨑瑞恵（女子団体戦、女子ダブルス、女子シングルス）
  - 女子シングルス - 決勝トーナメント2回戦敗退
- 髙岡里吏（女子団体戦、女子シングルス）
  - 女子シングルス - 決勝トーナメント1回戦敗退
- 女子団体戦（亀澤、川﨑、髙岡） - 3位
- 女子ダブルス（亀澤、川﨑） - 3位

### テニス
- 梶下怜紀（男子シングルス、男子ダブルス）
  - 男子シングルス - 2回戦敗退
- 親松直人（男子シングルス、男子ダブルス）
  - 男子シングルス - 2回戦敗退
- 松下哲也（男子シングルス、男子ダブルス）
  - 男子シングルス - 3回戦敗退
- 笹島航太（男子シングルス、男子ダブルス）
  - 男子シングルス - 1回戦敗退
- 男子ダブルス
  - 松下・笹島ペア - 1回戦敗退
  - 梶下・親松ペア - 準々決勝敗退

### バレーボール

#### 男子
7位
- 加賀辰樹
- 加賀充
- 狩野拓也
- 若原正享
- 坂下真一
- 高橋竜一
- 吉田翔
- 成木俊介
- 信田光宣
- 田底佳樹
- 秋元翔馬
- 千原浩平

#### 女子
1位
- 尾塚愛実
- 高良美樹
- 三浦早苗
- 村木玲奈
- 前島奈美
- 畠奈々子
- 中田美緒
- 宇賀耶早紀
- 長谷山優美
- 安積梨絵
- 平岡早百合
- 山﨑望